# Agdistis nanodes
Agdistis nanodes là một loài bướm đêm thuộc họ Pterophoridae. Nó được tìm thấy ở Ai Cập, Iran, Pakistan, Sri Lanka, Bahrain, Ả Rập Xê Út, Các Tiểu vương quốc Ả Rập Thống nhất, Oman và Yemen.